# Габріелла Пападакіс
Габріелла Пападакіс (фр. Gabriella Papadakis) — французька фігуристка, що спеціалізується в спортивних танцях на льоду, олімпійська чемпіонка та медалістка, триразова чемпіонка світу, чотириразова чемпіонка Європи, володарка численних інших нагород. 
Срібну олімпійську медаль Пападакіс здобула разом із Гійомом Сізероном у змаганні танцювальних пар на Пхьончханській олімпіаді 2018 року. 
Парі Пападакіс/Сізерон належать рекордні оцінки в короткій програмі, довільній програмі та в сумі. 
Габріелла грецького походження, корені її родини на Криті. Габріелла перебралася з Франції до канадського Монреалю у 2014 році. 

## Зовнішні посилання
- Картка пари Пападакіс/Сізерон на сайті Міжнародного союзу ковзанярів [Архівовано 16 грудня 2012 у WebCite]